# Красавино (Кемское сельское поселение)
Красавино — деревня в Никольском районе Вологодской области.
Входит в состав Кемского сельского поселения (с 1 января 2006 года по 1 апреля 2013 года входила в Верхнекемское сельское поселение), с точки зрения административно-территориального деления — в Верхнекемский сельсовет.
Расстояние по автодороге до районного центра Никольска — 70 км, до центра муниципального образования посёлка Борок — 20 км. Ближайшие населённые пункты — Всемирская, Савино, Падерино.
По данным переписи в 2002 году постоянного населения не было.